# Epibulus brevis
Epibulus brevis (englisch Latent sling-jaw wrasse, dt. etwa: Verborgener Stülpmaullippfisch) ist ein Fisch aus der Familie der Lippfische (Labridae). Er kommt in Korallenriffen im Südwesten des Pazifiks vor und ist die zweite Art aus der Gattung Epibulus.

## Artbeschreibung
Epibulus brevis wurde erst in 2008 von den Biologen Bruce A. Carlson, John Ernest Randall und Michael N. Dawson beschrieben mit der Typlokalität Ngerikuul (Nikko Bay) vor der Südküste von Bukrrairong Island in Koror, Palau. Der Artname brevis ist das lateinische Wort für „kurz“ und bezieht sich auf die geringere Größe im Verhältnis zum Stülpmaullippfisch (Epibulus insidiator).

## Merkmale
Die Art ist seiner Schwesterart, dem Stülpmaullippfisch (Epibulus insidiator), sehr ähnlich:
Der knapp über 50 cm lang werdende Rifffisch ist oft bunt, farbvariabel (aber nicht physiologisch farbwechselnd) und auch sexualdimorph in der Färbung. Die Species ist protogyn (d. h. Weibchen können später zu Männchen werden, protogyne Hermaphroditen). Jungfische sind braun, bekommen aber bald dünne weiße Streifen. Männchen (ab etwa 25 cm) sind dunkel(braun) mit weißem Kopf (mit dunklem Band durchs Auge), später meist mit gelbroten Flecken am Rücken o. ä.
Suspensorium und Maxillarapparat: Das Kopfprofil ist vor den Augen eingesattelt oder auch gebuckelt. Unterkiefer und Prämaxillarfortsatz (mit Rostralknorpel) sind sehr lang und reichen fast bis zum Hinterrand des Schädels. Der Kieferstiel ist daher wie bei Sardellen und vielen großmäuligen Tiefseefischen caudoventral ausgerichtet. Das sonst flächige Suspensorium ist in schmale, gegeneinander bewegliche Elemente gegliedert. Aktiviert wird der Maxillarapparat durch Oberschädelhebung (Drehung gegen die Wirbelsäule). Dabei zieht eine (paarige) Sehne vom Vomer zum Interoperculare (die einzige bedeutende „Innovation“!) dieses und damit Quadratum und Unterkiefer vorwärts; das Prämaxillare gleitet vor und das Maxillare schwingt ebenfalls vor, das Maul öffnet sich und wird rundlich. Sobald ein „toter Punkt“ der Vorstreckung überwunden ist, wird das Neurokranium wieder gesenkt. Die Protraktion oder Protrusion ist nach vorne und etwas nach oben gerichtet.
Der Unterdruck des Einsaugens wird in der üblichen Weise durch Quer-Erweiterung der Mundhöhle, Abspreizung der Kiemendeckel und Absenkung der Hyoide erzeugt. Die Kieferbezahnung ist schwach (nur vorne einige etwas größere Zähne), das Pharyngealgebiss aber quetschend. Die Einfaltung der „Maulröhre“ erfolgt nicht abweichend von der anderer Maxillarapparate. Interessant ist aber, dass Epibulus gerne Putzer-Stationen aufsucht und seine „Röhre“ von außen und innen säubern lässt, da die tiefen Falten Fremdkörpern oder gar Parasiten Ansatz gewähren konnten. Anfangs dachte man, der Fisch „schieße“ wie Toxotes. Erste Erklärungen der Protrusion (des Vorstoßens der Maulröhre) lieferte H.C. Delsman (1925); die genaue funktionelle Analyse des Mechanismus stammt von Westneat und Wainwright (1989).
Im Unterschied zur Schwesterart fehlt E. brevis der schwarze Streifen am Kopf, die Männchen sind farblich dunkler und die Weibchen haben mehrheitlich schwarze Flossen, dazu sind die Brustflossen etwas länger und die Fische erreichen nicht dieselbe Größe. Die Art hat 9 Flossenstrahlen und 10 weiche Flossenstrahlen in der Rückenflosse und 3 Stacheln und 8 weiche Strahlen in der Afterflosse.

## Verbreitung
E. brevis kommt im Westpazifik vor und wurde nachgewiesen in Palau, Luzon und Cebu in den Philippinen, Bali, Lombok, Sulawesi und Flores in Indonesien, Milne Bay Province und Madang Province in Ost-Papua-Neuguinea, den Salomonen und im Hibernia Reef, im Territorium der Ashmore and Cartier Islands in der Timorsee im Nordwesten von Westaustralien.

## Lebensraum und Lebensweise
Epibulus brevis kommt in geschützten Bereichen im Innenbereich von Riffen und Lagunen sowie in nahegelegenen Seegras-Wiesen vor. Es wurde beobachtet, dass die Fische im späten Nachmittag laichen ohne Bezug zu den Gezeiten. Die Männchen haben kein so ausgeprägtes Farbenspiel wie die Schwesterart und zeigen es oft nur nah über dem Grund, wobei sie durch eine bestimmte Art im höheren Wasser ihrer Territorien zu schwimmen Weibchen auf sich aufmerksam machen. Beim Balzen falten die Männchen ihre Bauchflosse zusammen, halten die Rücken- und Afterflosse nah am Körper und umschwimmen die Weibchen andauernd. Beim Laichen kann es sein, dass die Fische im Bogen in die Höhe schwimmen, während die mittleren Flossen des Männchens vom Körper abgespreizt werden. Die Fische ernähren sich von Krebsen und Krustentieren, sowie kleineren Fischen. Die erwachsenen Tiere leben außerhalb der Laichzeit einzeln. Die Jungen sind sehr heimlich und verstecken sich in Spalten der Korallenriffe.

## Haltung
Die Fische sind im Aquarienhandel beliebt und vor allem die gelbe Morphe der Weibchen sind sehr gesucht.